# La Aguada (Montevideo)
La Aguada es uno de los 62 barrios oficialmente reconocidos de Montevideo (Uruguay). El origen del nombre data de mediados del siglo XVIII y se debe a que en la zona existían varias fuentes de agua, como la Fuente de las Canarias o los Pozos del Rey.
Comprendido entre los Municipios B y C, limita con los barrios de Reducto y Arroyo Seco al noroeste, Villa Muñoz al noreste, y con Centro y Cordón al sur. Es una zona con edificios de alto valor arquitectónico, como el Palacio Legislativo, sede la Asamblea General. Asimismo en ella se emplazan las facultades de Medicina, y de Química de la Universidad de la República.

## Historia
Hasta el siglo XIX, Aguada fue un barrio semirrural, bañado por las aguas del Río de la Plata. Lentamente, con el crecimiento de Montevideo, la zona pasó a ser un barrio más de la capital uruguaya, hasta convertirse en el día de hoy en uno de los vecindarios más populosos de la ciudad. 
La Aguada se vincula en su origen con sus fuentes y pozos. Entre las primeras se destacaba la de la Aguada de los Navíos, bajo una finca de la avenida del Libertador esquina Pozos del Rey. Y entre los segundos, el de Los Manantiales, ubicado bajo una finca de la calle La Paz, entre Cuareim y Yi, y abierto por uno de los primeros pobladores de Montevideo, Luis de Sosa Mascareñas. Alrededor de 1740, sobre este se construyó una bóveda con puerta orientada hacia la Plaza para prevenir la contaminación de sus aguas. 
Las fuentes y los pozos alimentaron el comercio, con aguateros quienes cargaban el agua en un caballo con dos toneles o en una gran pipa de madera encima de una carretas de grandes ruedas, tiradas por bueyes. El trayecto se hacía por la playa, hoy calle Cerro Largo, hasta el Cubo del Norte. Allí los aguateros doblaban para entrar por el Portón de San Pedro, en las actuales manzanas entre Ciudadela y Juncal de la 25 de Mayo. 
Los primeros pobladores se instalaron en 1750. A finales del siglo XVIII se pensó en construir un sistema moderno para transportar el agua, pero el Municipio renunció al proyecto por sus altos costos. La importancia del sector fue evidente durante el sitio de la ciudad de 1807, cuando los ingleses ocuparon la zona y dejaron sin agua a los montevideanos. También, durante el sitio de las fuerzas patriotas de 1813.

### sigloXX
Durante el siglo XX se construyen en el lugar varios lugares destacados, como el Palacio Legislativo, sede del Parlamento uruguayo, inaugurado el 25 de agosto de 1925, o la Estación Central General Artigas, principal terminal ferroviaria del país (actualmente abandonada) 
También se encuentran en este barrio la Torre de las Telecomunicaciones (el rascacielos más notable de Montevideo), la sede y el Estadio del Club Atlético Aguada (una importante institución deportiva y social de la zona) y la Basílica Nuestra Señora del Carmen, notable por haber sido el lugar de reunión de la Primera Asamblea Nacional Constituyente. 
Otro lugar merecedor de mención es el jardín de infantes Enriqueta Compte y Riqué, fundado a finales del siglo XIX por la maestra del mismo nombre. También podemos encontrar el Liceo n.° 2 Héctor Miranda.

## Sitios de interés

### Edificios y arquitectura

#### Palacio Legislativo

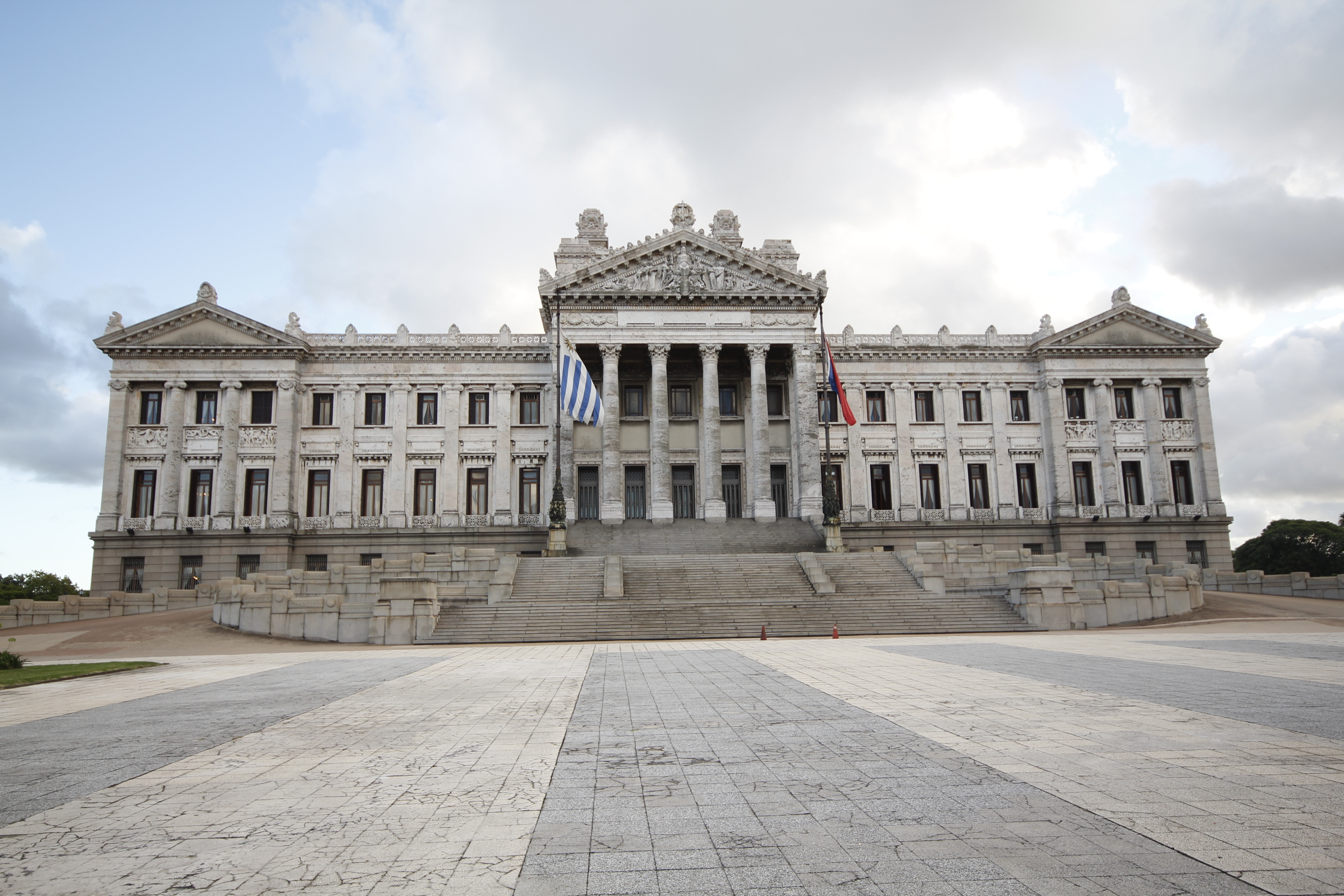
Sede de la Asamblea General

Inaugurado el 25 de agosto de 1925, es la sede del poder legislativo de la República Oriental del Uruguay, como lugar se sesión de ambas cámaras de la Asamblea General. De estilo ecléctico grecorromano, su fachada principal se encuentra alineada con el eje de simetría de la Avenida del Libertador. Bordeado por la Avenida de las Leyes, en sus jardines se aprecian cuatro grupos escultóricos, que representan la ciencia, la justicia, el trabajo, y la ley.

#### Estación Central General Artigas

Estación Central

De estilo ecléctico, presenta elementos del barroco y el renacimiento. Diseñada por el arquitecto Luis Andreoni, fue inaugurada en junio de 1897, funcionando bajo la gestión de la empresa Central Uruguay Railway Company.Posteriormente fue adquirida por la Administración de Ferrocarriles del Estado (AFE), que le otorgó su actual denominación.En 1975 fue declarada Monumento Histórico Nacional en el marco del Año de la Orientalidad.Fue clausurada en 2003 y reemplazada por una nueva terminal ubicada en el predio cercano.

#### Mercado Agrícola

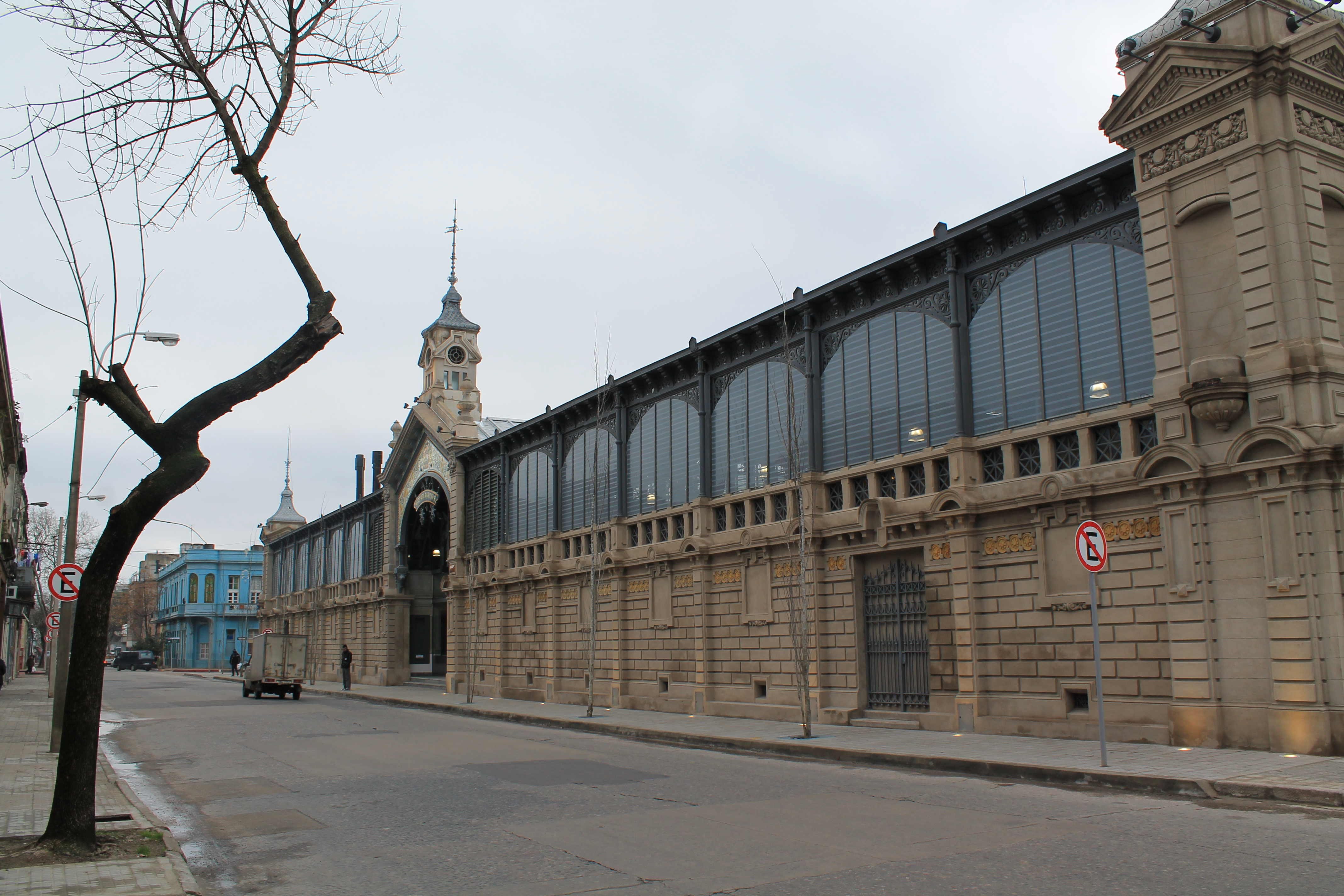
Fachada del Mercado Agrícola

Fue construido en 1906 para servir de mercado minorista de productos agrícolas. El edificio, construido por el arquitecto Antonio Vázquez fue declarado Monumento Histórico Nacional en 1999, y contiene trabajos de mampostería, complementados por estructura de hierro en el techo que había pertenecido a la Gran Exposición Internacional de Bruselas y fue obsequiada al presidente José Batlle y Ordóñez en una visita realizada a Bélgica.En 2006 fue adquirido por la Intendencia Departamental de Montevideo y remodelado para albergar espacios gastronómicos y de comercio.

#### Edificio Soler

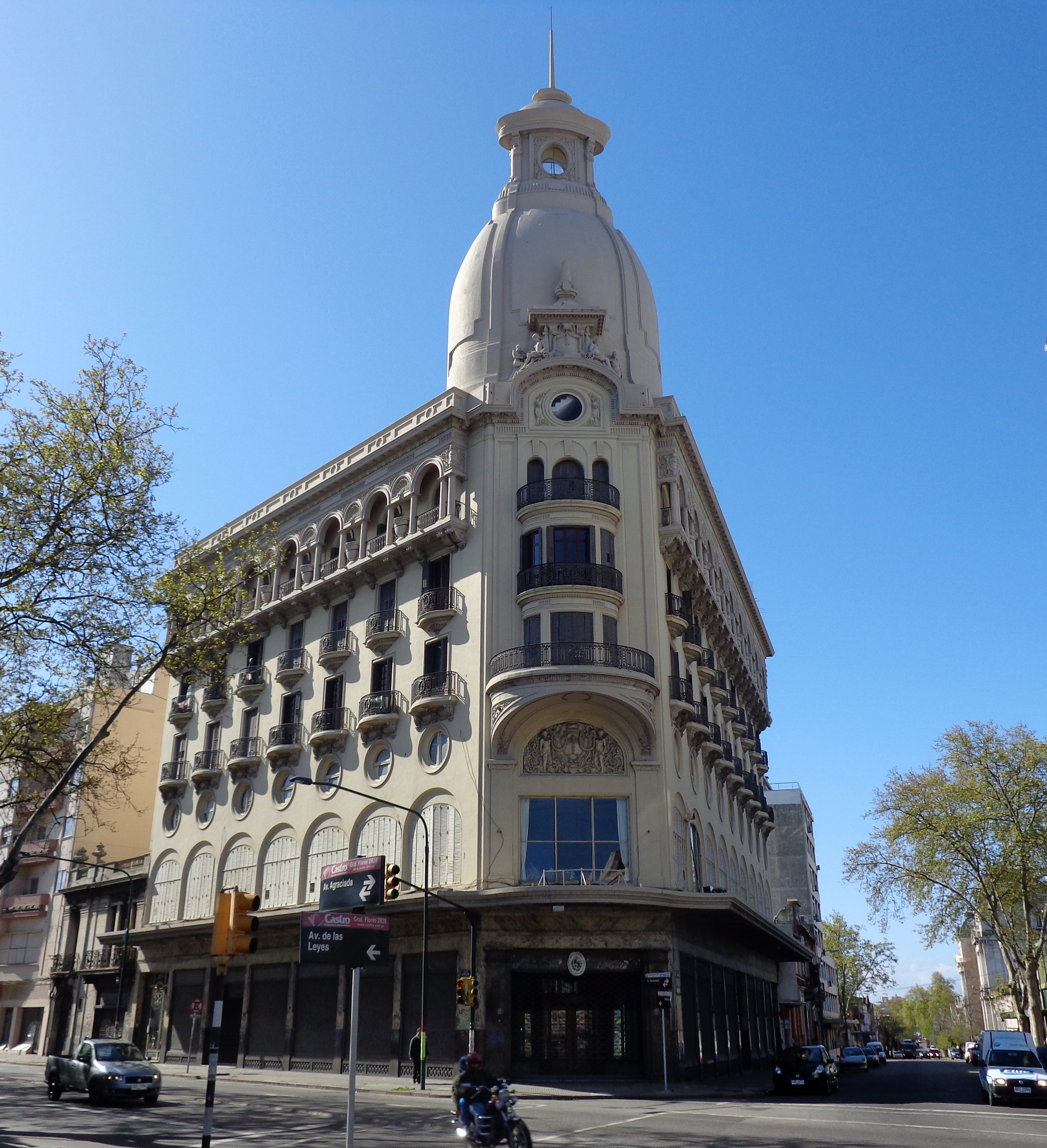
Edificio Soler

Construido en la década de 1930 fue sede de la tienda por departamentos Soler.Presenta una bóveda de 15 metros –que servía para albergar las apartamentos– con un reloj.Fue construido por el arquitecto Carlos Pérez Larrañaga bajo encargo de la familia Soler, de origen catalán.
Tras el cierre de la tienda Soler fue adquirido por la Corte Electoral para albergar oficinas.En 1995 fue designado Bien de Interés Departamental por la Intendencia Departamental de Montevideo.

#### Complejo Torre de las Telecomunicaciones
Inaugurado en 2002 es la sede de la Administración Nacional de Telecomunicaciones (ANTEL). Se trata de un complejo compuesto por seis edificios y diferentes espacios públicos, diseñado por el arquitecto Carlos Ott. Asimismo, alberga al rascacielos más alto de Uruguay, la Torre de las Telecomunciaciones.

### Templos

#### Basílica Nuestra Señora del Carmen

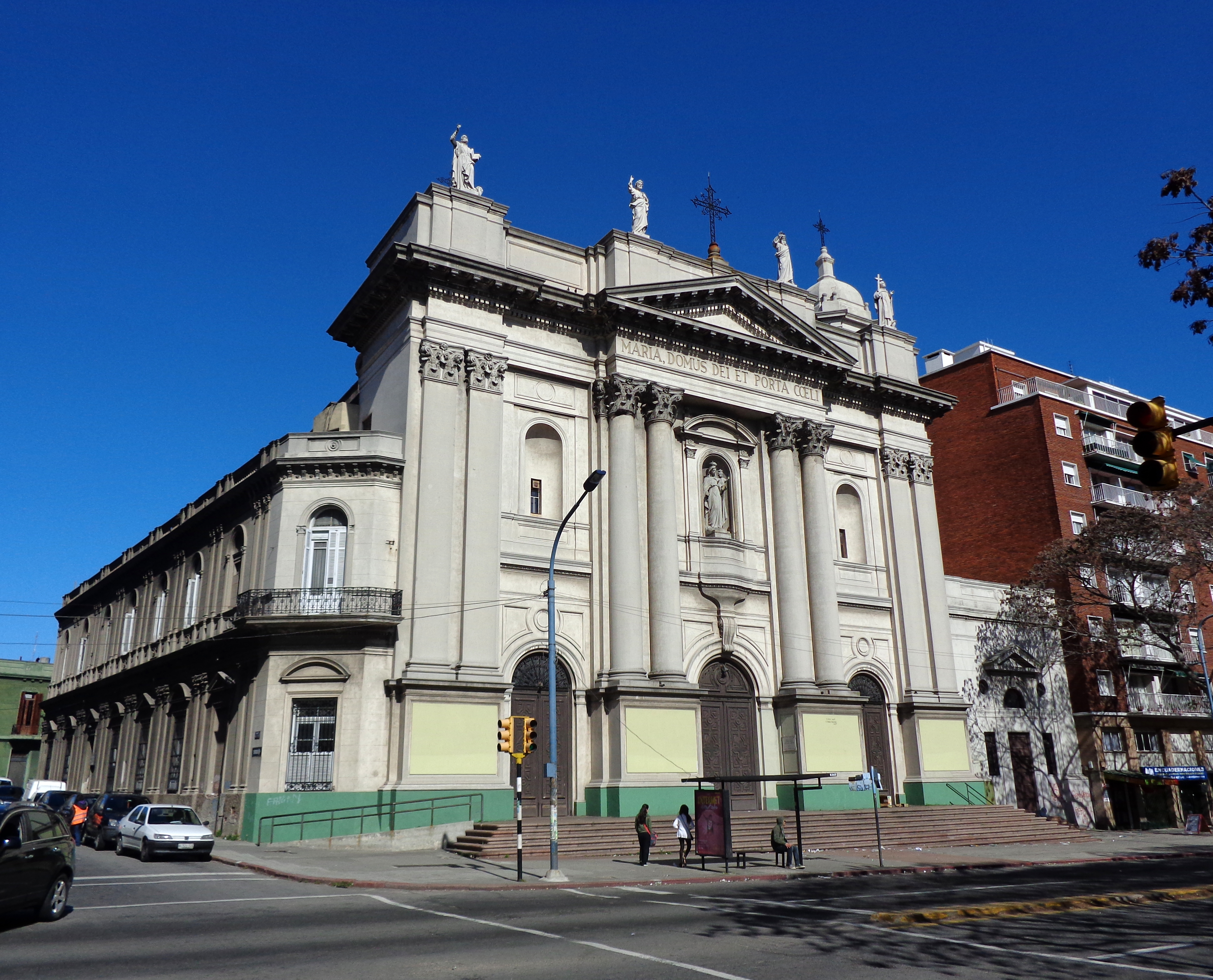
Basílica Nuestra Señora del Carmen.

De rito católico, el actual edificio fue construido en la segunda mitad del siglo XIX en el lugar en el que se emplazaba una pequeña capilla desde 1793. De estilo neoclásico, su fachada original fue demolida en la década de 1930 para el ensanche de la avenida Diagonal Agraciada –actual Avenida del Libertador–.

### Plazas

#### Plaza Isabel de Castilla
Ubicada en la Avenida del Libertador, fue inaugurada en 1954 como muestra de la amistad entre España y Uruguay. En el centro del espacio se erige el monumento "España al Uruguay", obra del escultor español José Clara.

#### Plaza Primero de Mayo

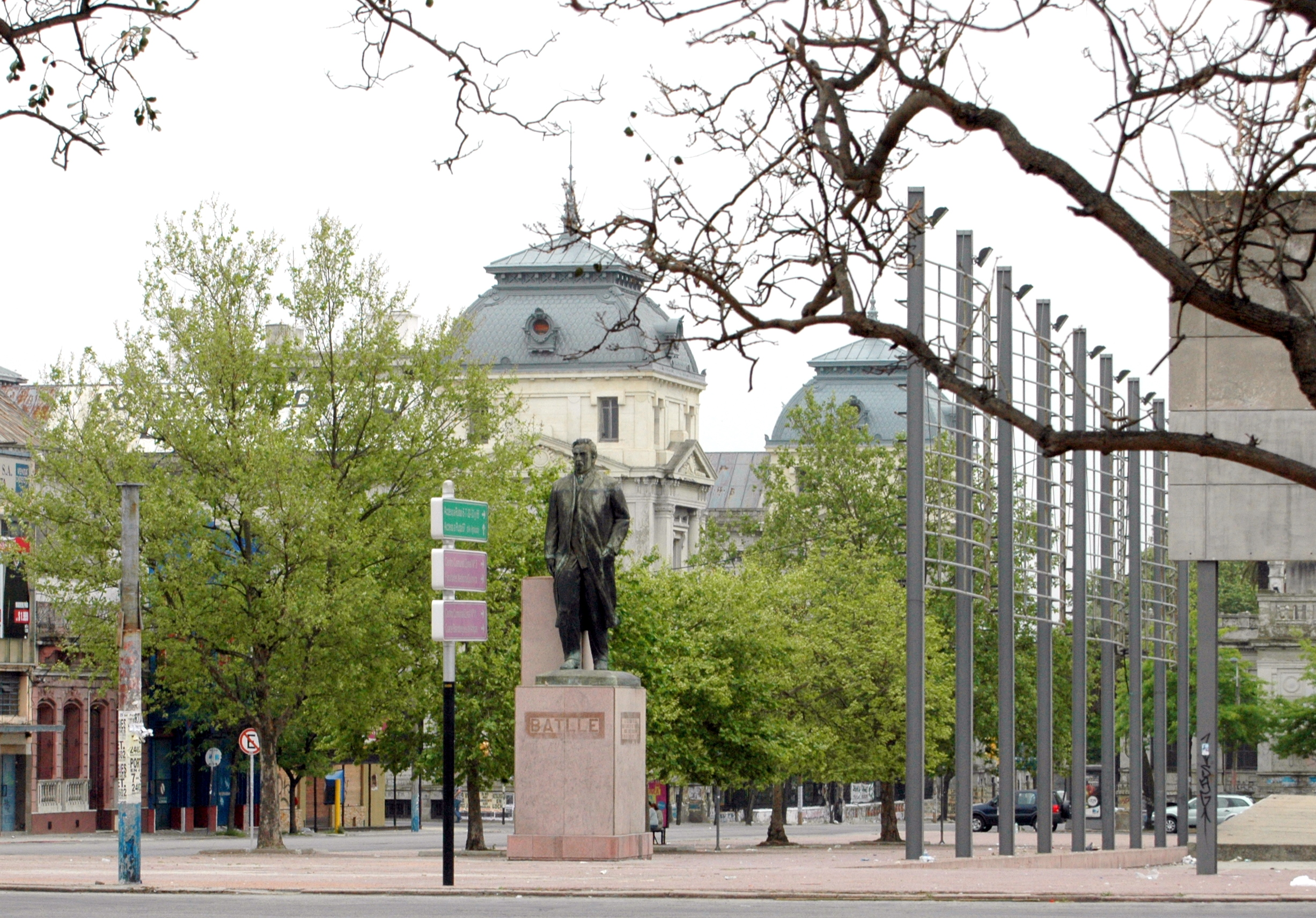
Plaza Primero de Mayo

Ubicada en la confluencia de la avenidas De las Leyes y Gral. Flores, y de las calles Yatay y José L. Terra, fue inaugurada en 1996. Está formada por un área verde y otra seca que se concibe con criterios de diseño arquitectónico a la manera de un recinto, ya que cuenta con variados elementos arquitectónicos, como pórticos, pérgolas, y muros. Asimismo, del suelo emergen 12 columnas metálicas en forma de agujas, que simbolizan a los mártires de la Revuelta de Haymarket.En el espacio se encuentra una estatua en honor a José Batlle y Ordóñez. Es el lugar en el que se realiza acto por el Día Internacional de los Trabajadores organizado por el PIT-CNT.